# The United States of Leland
Pour plus de détails, voir Fiche technique et Distribution.
The United States of Leland ou Les États-Unis de Leland au Québec (The United States of Leland) est un drame américain réalisé par Matthew Ryan Hoge en 2003 et produit par Kevin Spacey.
Hoge s'est inspiré de sa propre expérience d'enseignant dans un centre de détention pour mineurs lorsqu'il se lance dans l'écriture et la réalisation de l'histoire de cet adolescent meurtrier fascinant et hypersensible.

## Synopsis
Un jour d'école ordinaire, Leland P. Fitzgerald, 16 ans, poignarde à mort un jeune handicapé mental. Il est aussitôt envoyé dans un centre de redressement pour mineurs, où il rencontre Pearl Madison, l'enseignant de l'établissement, qui établit avec lui une relation privilégiée contre la volonté de sa direction.  Madison est immédiatement intrigué par la personnalité fascinante de son élève. Au fil des entretiens, il essaie de comprendre comment et surtout pourquoi il a pu être l'auteur de cette tragédie.

## Fiche technique
Équipe technique :
- Titre original : The United States of Leland
- Titre québécois : Les États-Unis de Leland
- Réalisation : Matthew Ryan Hoge (Réalisateur) ; William Paul Clark (Assistant réalisateur)
- Scénario : Matthew Ryan Hoge
- Photographie : James Glennon (Directeur de la photographie)
- Direction Artistique : William Arnold ; Kevin Constant
- Décors : Edward T. McAvoy (Chef décorateur) ; Jan Pascale (Décorateur)
- Costumes : Genevieve Tyrrell
- Musique : Jeremy Enigk (Bande originale) ; Robert Pollard (Bande son)
- Sons : David Franklin Bergad
- Montage : Jeff Betancourt
- Maquillage & Coiffure : Melanie Hughes (Chef Maquilleuse) ; Ben Nye Jr. (Chef Maquilleur) ; Voni Hinkle (Coiffeur)
- Production : MDP Worldwide (Société de production) ; Mark Damon (Producteur exécutif) ; Stewart Hall (Producteur exécutif) ; Sammy Lee (Producteur exécutif) ; Kevin Spacey (Producteur) ; Bernie Morris (Producteur) ; Jonah Smith (Producteur) ; Palmer West (Producteur) ; Albert T. Fitzgerald (Producteur)
- Distribution : Paramount Classics, États-Unis
- Pays :  États-Unis
- Lieux de tournage : Los Angeles (Californie)  États-Unis
- Genre : Drame
- Format : 1.85:1 - Dolby Digital
- Langue : Anglais
- Durée : 108 minutes
- Dates de sortie : 
  - 18 janvier 2003 au Festival du film de Sundance :  États-Unis
  - 9 septembre 2003 à Deauville :  France (Festival du cinéma américain de Deauville)
  - 2 avril 2004 :  États-Unis

## Distribution
- Ryan Gosling (VF : Vincent Barazzoni) : Leland P. Fitzgerald
- Don Cheadle (VF : Marc Saez) : Pearl Madison
- Chris Klein (VF : Julien Sibre) : Allen Harris
- Jena Malone (VF : Mélanie Laurent) : Becky Pollard
- Lena Olin (VF : Juliette Degenne) : Marybeth Fitzgerald
- Kevin Spacey (VF : Bernard Métraux) : Albert T. Fitzgerald
- Michelle Williams (VF : Valérie Siclay) : Julie Pollard
- Martin Donovan (VF : Guillaume Orsat) : Harry Pollard
- Ron Canada (VF : Bruno Dubernat) : Elden
- Ann Magnuson : Karen Pollard
- Mickey Welch : Ryan Pollard
- Sherilyn Fenn : Mme Calderon
- Kerry Washington : Ayesha
- Wesley Jonathan : Bengel
- Michael Peña : Guillermo
- Kimberly Scott : Myra

## Nominations
- 2003 : Grand Prix Spécial au Festival du cinéma américain de Deauville
- 2003 : Grand Prix du Jury au Festival du Film Indépendant de Sundance